# Michiaki Kakimoto
Michiaki Kakimoto (japanisch 柿本 倫明 Kakimoto Michiaki; * 6. Oktober 1977 in der Präfektur Fukuoka) ist ein ehemaliger japanischer Fußballspieler.

## Karriere
Kakimoto erlernte das Fußballspielen in der Schulmannschaft der Hokoku Gakuen High School und der Universitätsmannschaft der Osaka University of Health and Sport Sciences. Seinen ersten Vertrag unterschrieb er 2000 bei den Avispa Fukuoka. Der Verein spielte in der höchsten Liga des Landes, der J1 League. 2001 wechselte er zu Clementi Khalsa. 2002 wechselte er zum Zweitligisten Ōita Trinita. 2002 wurde er mit dem Verein Meister der J2 League und stieg in die J1 League auf. Für den Verein absolvierte er 15 Spiele. Im Juni 2003 wechselte er zum Zweitligisten Shonan Bellmare. Für den Verein absolvierte er 105 Spiele. 2006 wurde er an den Erstligisten Cerezo Osaka ausgeliehen. Für den Verein absolvierte er 25 Erstligaspiele. 2007 kehrte er zu Shonan Bellmare zurück. Danach spielte er bei den Matsumoto Yamaga FC. Ende 2010 beendete er seine Karriere als Fußballspieler.